# Hans Westermann (Bibliothekar)
Hans Heinrich Westermann (* 13. November 1929 in Haslev; † 17. Januar 2000 in Odense) war ein dänischer Bibliothekar.

## Leben
Hans Westermann war der Sohn des Maurermeisters Eduard Ferdinand Westermann (1884–1950) und seiner Frau Ella Schwartzbach (1889–1972). Er besuchte das Gymnasium in seiner Geburtsstadt Haslev, das er 1948 mit der Hochschulreife abschloss. Anschließend besuchte er bis 1954 die staatliche Bibliotheksschule. Danach zog er auf die Färöer, wo er beim Føroya Landsbókasavn in Tórshavn angestellt war.
1956 zog er weiter nach Grönland, wo bis dahin kein geordnetes Bibliothekswesen existierte. Die dänische Bibliotheksaufsicht hatte gerade den Zustand der grönländischen Bibliotheken untersuchen lassen und daraufhin Hans Westermann eingestellt, um die neugegründete Landesbibliothek (Nunatta Atuagaateqarfia) in Nuuk zu leiten. Westermann musste alle Bücher in den verschiedenen Lokalbibliotheken in Grönland registrieren. Die gesamte Landesbibliothek befand sich bis 1961 in einem nur 20 m² großen Raum, bevor man das gesamte Gebäude übernehmen konnte. 1963 gab er das Buch De grønlandske bibliotekers historie („Die Geschichte der grönländischen Bibliotheken“) heraus, wo er einen Bericht über den neuen Zustand des grönländischen Bibliothekswesens ablieferte, das in nur sieben Jahren eine bedeutende Gesellschaftsrolle in Grönland eingenommen hatte. Am 9. Februar 1968 brach in der Landesbibliothek ein Brand aus, der einen Großteil der Bücher vernichtete, teils durch das Feuer, teils durch Löschwasser. Viele von Löschwasser getränkten Bücher froren aufgrund der winterlichen Temperaturen jedoch direkt nach dem Brand zu Eisblöcken, konnten nach Dänemark gesandt und so restauriert und gerettet werden. Um die verlorenen Bücher zu erstatten, ließ Hans Westermann eine Einkaufsabteilung in Kopenhagen errichten. 1976 wurde unter ihm ein neues Bibliotheksgebäude eröffnet. 1985 wurde er nach fast 30 Jahren als Landesbibliothekar pensioniert.
Hans Westermann hatte mehrere kulturelle Ehrenämter inne. Von 1957 bis 1971 war er Aufsichtsratsmitglied bei Det Grønlandske Forlag, davon ab 1963 als Vorsitzender. Von 1972 bis 1979 gehörte er der Freizeitkommission an und war anschließend Aufsichtsratsmitglied der Filmstiftung. Von 1980 bis 1985 war er Berater für die grönländische Kultur- und Unterrichtsdirektion.
Hans Westermann heiratete am 7. Februar 1958 in Nuuk die dänische Lehrerin Else Kirstine Andersen (1929–?), Tochter des Hofbesitzers Georg Kristian Andersen (1899–1988) und seiner Frau Esther Nielsen (1909–1994). Er starb 2000 im Alter von 70 Jahren in Odense und wurde in Ringe begraben.